# 林有年
林有年（1464年—1552年），字以永，号寒谷。福建莆田县城里后埭（今属荔城区英龙街）人。明朝政治人物。

## 生平
林元甫从侄。自幼丧父，事祖母及母至孝，勤奮笃学。弘治五年（1492年）中式福建乡试举人。以文章荐，授浙江萧山县儒学教谕。补广东东莞教谕。正德五年（1509年），擢繁昌县知县。正德十一年（1515年）正月，擢为南京四川道監察御史，勇於直谏，一年七上奏疏，因諫言武宗遣使迎西域活佛，下诏狱。以王爌、毛玉等疏救，谪浙江武义縣丞，升乐清县知县。
嘉靖改元（1522年），复官御史。不久，擢浙江衢州府知府。致仕歸，居鄉致力学问。嘉靖三十一年（1552年）卒。入祀莆田乡贤祠。

## 著作
著有《寒谷》、《东山》诸录。另修《东莞县志》、《瑞金县志》、《武义县志》、《安溪县志》 、《仙游县志》等。